# The Exchange 106
The Exchange 106, anteriormente denominado TRX Signature Tower, é um arranha-céu em construção dentro da área de Tun Razak Exchange (TRX), um novo distrito financeiro atualmente sendo desenvolvido em Kuala Lumpur, na Malásia. O edifício de 106 andares tem o topo e é coberto com uma coroa iluminada de 48 metros e 12 andares, fazendo com que alcance 452 m. A torre Exchange 106 terá uma área útil de 2,8 milhões de pés quadrados, dos quais 300.000 pés quadrados ocupam os 5 primeiros andares do edifício.